# Jon Azkue Saizar
Jon Azkue Saizar (geboren am 3. Juli 1994 in Orio) ist ein spanischer Handballspieler, der auf der Spielposition Rückraum Mitte eingesetzt wird.

## Vereinskarriere
Azkue spielte zunächst bei JD Arrate, mit dem er in der Spielzeit 2010/2011 in der Liga Asobal, der höchsten spanischen Spielklasse, debütierte. Als der Verein liquidiert wurde, wechselte er im September 2011 zu Bidasoa Irun. Im Dezember 2022 kündigte er seinen Abschied aus Irun nach der Saison 2022/2023 an.
Der französische Verein Limoges Handball verpflichtete Azkue ab Juli 2023 für zwei Jahre. Der Vertrag wurde im Januar 2025 bis zum Jahr 2027 verlängert.
Mit den Teams aus Irun und aus Limoges nahm er an europäischen Vereinswettbewerben teil.

## Auswahlmannschaften
Jon Azkue stand im Aufgebot spanischer Auswahlmannschaften der RFEBM.
Sein erstes Spiel für Spanien absolvierte Azkue am 12. März 2011 in Ciudad Real mit der promesas selección gegen die Auswahl Norwegens (31:25). In sieben Spielen für die promesas warf er 23 Tore.
In der Jugendnationalmannschaft Spaniens debütierte Azkue am 18. Oktober 2011 in einem Spiel beim Torneo Scandibérico in Kolding gegen die schwedische Auswahl (24:25). Er nahm mit der Mannschaft an der U-18-Europameisterschaft 2012 und der U-19-Weltmeisterschaft 2013 teil. Er wurde in 38 Spielen der Jugendauswahl eingesetzt und erzielte dabei 80 Tore.
Am 10. Januar 2014 stand Azkue erstmals für die Juniorennationalmannschaft bei einem Spiel in Baunatal gegen Frankreich im Aufgebot (25:26). Mit Spaniens Junioren nahm er an der U-20-Europameisterschaft 2014 teil, bei der Spanien den 3. Platz belegte, und an der U-21-Weltmeisterschaft 2015. In 38 Spielen der Junioren erzielte er 101 Tore.
Seinen ersten Einsatz für die spanische A-Nationalmannschaft bestritt er am 23. Oktober 2019 beim Torneo Internacional de España gegen Polen (24:24). Bis 8. Januar 2021 wurde er in elf Länderspielen eingesetzt und warf darin 20 Tore.